# Chiesa di San Michele (Arezzo)
La chiesa di San Michele è una chiesa di Arezzo.

## Storia e descrizione
L'edificio sacro, intitolato dal 1785-1786 ai santi Michele e Adriano, fu costruita in epoca altomedievale. Sebbene documentata per la prima volta nel 1095, essa è sorta probabilmente come edificio longobardo posto fuori le mura, lungo la strada di accesso più importante della città. Dal 1095 la chiesa è menzionata come monastero camaldolese.
La prima importante trasformazione dell'edificio si verificò nella prima metà del Trecento. Assumendo un aspetto gotico esso venne ingrandito con aggiunta di cappelle, edicole e pitture murali, tra cui l'affresco con la Vergine col Bambino, attribuito da alcuni ad Andrea di Nerio e da altri a scuola spinelliana.
Nuovo impulso fu dato nel XV secolo e la chiesa con il monastero fu oggetto di grandi trasformazioni. A questa fase risale la commissione (1466) della tavola con la Madonna in trono col Bambino tra i Santi Michele Arcangelo, Benedetto, Giovanni Battista e Romualdo dipinta da Neri di Bicci, ancora oggi all'altare maggiore al quale era destinata, una delle prime opere nelle quali l'artista mostra l'adesione alle novità dell'Angelico, del Lippi e di Benozzo Gozzoli.
Sulla parete sinistra è un Crocifisso ligneo di Taddeo Curradi, probabilmente dell'ottavo decennio del Cinquecento.
Ulteriori modifiche risalgono al 1817-1824. Una totale trasformazione fu eseguita nel 1934 dall'architetto Giuseppe Castellucci.